# Acartia seshaiyai
Acartia seshaiyai is een eenoogkreeftjessoort uit de familie van de Acartiidae. De wetenschappelijke naam van de soort is voor het eerst geldig gepubliceerd in 1968 door Subbaraju.